# Anarete mamajevi
Anarete mamajevi är en tvåvingeart som beskrevs av Berest 1987. Anarete mamajevi ingår i släktet Anarete och familjen gallmyggor. Inga underarter finns listade i Catalogue of Life.